# 武勝石佛寺摩崖造像
石佛寺摩崖造像位於四川省武勝縣，文物遺址年代判定為唐。2012年7月16日公佈為第八批四川省文物保護單位。
石佛寺摩崖造像，位於四川省武勝縣華封鎮桃園村。開鑿于唐代，四龕，長方形，深浮雕，共有造像71尊，分佈於一長約7米、高4米的岩石上。其中4號龕位於岩壁南面，為接引佛，其余3龕位於岩壁西面，均為經變像，該摩崖造像東北100余米有一石窟，窟內平面半圓形，四壁淺浮雕，內容系人物及生活場景；穹窿頂，圓形藻井，殘存纏技牡丹等圖案。該摩崖造像及石窟所鐫人物形象逼真，姿態各異，雕刻細膩，技法嫺熟，為研究川東地區宗教藝術、石刻藝術提供了寶貴的實物材料。2011年，石佛寺摩崖造像被廣安市人民政府公佈為市級文保單位。